# Sneé Péter
Sneé Péter (Budapest, 1953. július 20. – Budapest, 2015. február 13.) magyar író, publicista, egyetemi tanár, a Kádár-kori ellenzék emblematikus alakja.

## Élete
1953. július 20-án született Angyalföldön, szegény körülmények között, munkáscsaládban.
Gimnáziumi éveit követően, 1976. januárjában kötelező sorkatonai szolgálatra hívták be, ahol a szovjet megszálló erőkkel szembeni ellenállását, valamint a Magyar Néphadsereg intézményrendszerével szembeni ellenérzését kifejezve éhségsztrájkba kezdett. Hat heti éhezést követően Budapestre szállították a Honvédkórházba, majd kitartó ellenállásának eredményeként leszerelték.
1981-ben tanári és népművelői diplomát szerzett az ELTE Bölcsészettudományi Karán, magyar-népművelés szakon.
1980-tól aktívan írt, publikált, szerkesztett, főként illegalitásban, szamizdatban működő ellenzéki sajtóban és kiadóknál.
A rendszerváltást követő években több kötetét is kiadták. Ebben az időszakban egyetemen tanított, ismert sajtóorgánumok, folyóiratok állandó munkatársa volt. Rendszeresen jelentek meg filmelemzései, novellái, esszéi, versei és publicisztikái.
A 2000-es évek elejétől kezdve a közélettől visszavonultan, belső emigrációban élt Budapesten, írásait korábbi rendszeres lapkiadói nem közölték.
2015. február 13-án súlyos, gyors lefolyású betegség következtében elhunyt.
Hagyatékában novellák, regények, versek maradtak kiadatlanul.

## Közéleti szerepvállalása
Az 1980-as évek elejétől jelentek meg írásai rangos irodalmi, művészeti folyóiratokban (a régi Mozgó Világban és a Filmkultúrában már 1980-ban publikált), állandó résztvevője volt a Hétfői Szabadegyetem előadásainak.
A rendszerváltás előtti Magyarországon, ellenzékisége miatt betiltott szerzőként, művei csak illegálisan, szamizdatban, illetve egyes külföldi kiadású sajtótermékek lapjain voltak olvashatóak. Déry Tiborról írt egyetemi diplomamunkáját, majd később egyéb irodalmi és filmművészeti, kulturális témájú írásait a párizsi Irodalmi Újság közölte.
Részt vett a legtöbb ellenzéki megmozduláson, így az 1986. március 15-én zajlott, békésnek indult megemlékezésen is, melyet végül karhatalmi intézkedésekkel, rendőri erőszakkal oszlattak fel, és amelyet később A Lánchídi csata címen dokumentumfilm formában is feldolgoztak.
Tagja volt a Balázs Béla Stúdiónak, valamint a Fiatal Művészek Klubjának.
A Nagy Jenő által alapított, ellenzéki, szamizdatban megjelenő Demokrata folyóiratnál Sneé Péter volt, aki az emberi jogokért elkötelezett demokrata irányt képviselte. Gadó György távozása után (1987) ő lett a Demokrata fő publicistája. A folyóirat az illegalitással és ellenzékiséggel járó cenzúra, valamint a hatósági házkutatások és vegzálások miatt állandó szerzőhiánnyal küzdött, ezért nemegyszer szinte a teljes lapot Sneé Péter írta. Legálisan csak évente egyszer engedték publikálni, ezért 1989-ig szamizdat kiadványokban fedőneveken is írt.
A Republikánus Kör tagja, valamint Krassó Györggyel együtt a Magyar Október Párt egyik alapítója volt (bár a pártba nem lépett be). Krassó Györggyel, Londonba költözése után, a Demokrata szerkesztői, többek közt Sneé Péteren keresztül tartották a kapcsolatot, így rendszeresen tudták közölni Krassó egyszemélyes hírügynöksége, a Magyar Október Szabadsajtó Tájékoztató Szolgálat anyagait is.
Nagy Jenővel együtt, Sneé Péter is szerepet vállalt a Szabad Kezdeményezések Hálózatában, az alapítók között volt. Egyikük sem támogatta, hogy a Hálózat párttá alakuljon; az SZDSZ létrejöttét puccsnak tartották, és nem vállaltak részt a párt munkájában.
Sneé Péter a rendszerváltás idején rövid ideig az International Society for Human Rights (ISHR) akkor még létező magyarországi divíziójának elnöke volt.
Filmes írásainak gyűjteménye az ABC Szamizdat Kiadónál 1990-ben látott napvilágot, 1991-ben pedig publicisztikai kötete jelent meg. 1989–90-ben a Filmvilág, a Holmi, és a 2000 c. folyóirat közölte írásait. A ’90-es években és az ezredfordulón leggyakrabban a Kortársban és a Magyar Szemlében publikált. Az 1998-as kormányváltáskor a Magyar Nemzet hasábjain többek között „kiegyenlített tájékoztatás létrehozására” szólította fel az első Orbán-kormányt.
1999–2000 között a Duna Televízió közszolgálatiságát felügyelő Hungária Televízió Közalapítvány Kuratóriumának Elnökségi tagjává nevezték ki.
Tanított a Pázmány Péter Katolikus Egyetem Bölcsészettudományi Karán sajtógyakorlat és publicisztika tárgyakat, az ELTE Láthatatlan Egyetem poszt-graduális képzésén pedig újságírást és stilisztikát.
Project című regénye 2002-ben látott napvilágot. Luka László pszichiáterrel, a kalandos életű 1956-os menekülttel készített életút-interjúja (Rendhagyó életút címmel) 2005-ben jelent meg. Gyuri után című, Krassó Györgynek emléket állító kötetét a Heti Válasz kritikája „a rendszerváltozás egyik legfájdalmasabb és legszebb emlékműve”-ként mutatta be. A rendszerváltás eseményeit és ezekhez kapcsolódó személyes megéléseit rögzítő, Az én 1988-am című visszaemlékezése 2007-ben jelent meg.
A 2010-es évek elejétől írásait szinte kivétel nélkül már csak saját blogjain tette közzé.

## Írói fedőnevei
Virágkedvelő, Polgár, Fűzfa, Kívülálló.

## Főbb művei
- Sneé Péter: Az 1956 utáni Déry, Irodalmi Újság, 1986. 1. szám, 11–16.
- Sneé Péter: A nyolcvanas filmek. Budapest, ABC Szamizdat Kiadó, 1990. ISBN 963-400-393-1
- Sneé Péter: Jelenvaló. Budapest, ABC Szamizdat Kiadó, 1991. ISBN 963-759-900-2
- Sneé Péter: Project. Budapest, Kortárs Kiadó, 2002. ISBN 963-929-761-5
- Sneé Péter: Rendhagyó életút – Luka Lászlóval beszélget Sneé Péter. Basel – Budapest, Európai Protestáns Magyar Szabadegyetem, Magyar Napló, 2005. ISBN 963-218-333-9
- Sneé Péter: Gyuri után. Budapest, Magyar Napló Kiadó, 2006. ISBN 963-9603-38-4
- Sneé Péter: Az én 1988-am. Budapest, Magánkiadás, 2007. ISBN 978-963-06-4928-5

## Publikációs katalógusok
- Sneé Péter publikációi a FilmVilág Filmművészeti Folyóiratban
- Sneé Péter publikációi a Magyar Nemzeti Digitális Archívumban
- Sneé Péter a PIM adatbázisban
- Sneé Péter az idRef adatbázisban
- Sneé Péter a VIAF adatbázisban